# شاپرک اولئی
شاپرک اولئی(نام علمی: Agdistis olei) نام یک گونه از تیره پرپرواران است.